# سوپر جام اروپا ۲۰۱۱

ترکیب تیم ها

فینال سوپر جام اروپا ۲۰۱۱، رقابت پایانی سوپر جام اروپا است که بین دو تیم باشگاه فوتبال بارسلونا و باشگاه فوتبال پورتو در ورزشگاه لویی دوم، موناکو برگزار شده‌است.
این مسابقه که در تاریخ ۲۶ آگوست ۲۰۱۱ انجام شده‌است با نتیجه ۲ بر ۰ به سود باشگاه فوتبال بارسلونا به پایان رسید.